# Kathrin Boron
Kathrin Boron, född 4 november 1969 i Eisenhüttenstadt, är en tysk före detta tävlingsroddare, som tävlade för sportklubbarna SC Dynamo Berlin  (under DDR-tiden) och Potsdamer RG.
Hon vann OS-guld i dubbelsculler i Barcelona 1992 och Sydney 2000 och i scullerfyra i Atlanta 1996, Athen 2004 samt brons i Peking 2008.